# Oclocracia
Oclocracia o gobierno de la muchedumbre (del griego ὀχλοκρατία ochlokratía ‘poder de la turba’) refiere a una forma indirectamente autoritaria de gobierno, surgida de la degeneración de la democracia, en la que el poder real es detentado por masas que ejercen una influencia destructiva sobre las autoridades civiles.
El término fue acuñado por Polibio, historiador griego, en su obra Historias (6.3.5 a 6.4.10), escrita en torno al año 200 a. C. Polibio desarrolló su propia teoría de la anaciclosis, basándose en las tres formas de gobierno aristotélicas y sus correspondientes formas impuras, sustituyendo la demagogia, como forma degenerada de la democracia, por el nuevo concepto de oclocracia. Así, la oclocracia es una de las formas de degeneración de la democracia, del mismo modo que la monarquía puede degenerar en tiranía o la aristocracia en oligarquía. A veces se confunde con la tiranía de la mayoría, dado que ambos términos están íntimamente relacionados.
Mientras que, etimológicamente, la democracia es el 'gobierno del pueblo' que con la voluntad general legitima al poder estatal, la oclocracia es el 'gobierno de la muchedumbre', es decir, «la muchedumbre, masa o gentío es un agente de producción biopolítica que, a la hora de abordar asuntos políticos, presenta una voluntad viciada, propensa a la evicción, confundida e irracional, por lo que carece de capacidad de autogobierno y, por ende, no conserva los requisitos necesarios para ser considerada como pueblo».

## Definiciones
Polibio llamó «oclocracia» al fruto de la acción demagógica: «Cuando ésta [la democracia], a su vez, se mancha de ilegalidad y violencias, con el pasar del tiempo se constituye la oclocracia» (Historias 6.4.10). Según su teoría de la anaciclosis —teoría cíclica de la sucesión de los sistemas políticos, a la que alude Maquiavelo—, la oclocracia se presenta como el peor de todos los sistemas políticos, el último estado de la degeneración del poder. Polibio describe un ciclo de 6 fases que hace volcar la monarquía en la tiranía, a la que sigue la aristocracia que se degrada en oligarquía, luego de nuevo la democracia piensa remediar la oligarquía, pero zozobra, ya en la sexta fase, configurándose como oclocracia, donde no queda más que a esperar al hombre providencial que los reconduzca a la monarquía.

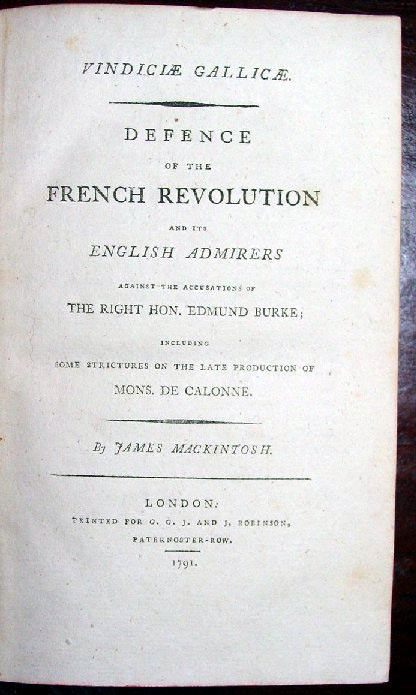
Portada del libro Vindiciae Gallicae, con el subtítulo "Defensa de la Revolución Francesa y sus admiradores ingleses", obra de James Mackintosh.

Según El contrato social de Jean-Jacques Rousseau, se define oclocracia como "la degeneración de la democracia". El origen de esta degeneración es una desnaturalización de la voluntad general, que deja de ser general tan pronto como comienza a presentar vicios en sí misma, encarnando los intereses de algunos, y no de la población en general, pudiendo tratarse ésta (en última instancia) de una «voluntad de todos» o «voluntad de la mayoría», pero no de una voluntad general.
Según el filósofo escocés James Mackintosh (1765-1832) en su Vindiciae Gallicae, la oclocracia es la autoridad de un populacho corrompido y tumultuoso, como el despotismo del tropel, nunca el gobierno de un pueblo.
No hay que confundir el concepto de «muchedumbre» con la noción de «multitud» promovida fundamentalmente por Baruch Spinoza, que durante la Edad Media se diferenció de la distinción de «pueblo» y «muchedumbre» promovida por Thomas Hobbes e imperante hasta nuestros días. La diferencia básica es que bajo la distinción de Hobbes el conjunto de ciudadanos quede simplificado en una unidad como cuerpo único con voluntad única (ya sea una mera muchedumbre que reúna los requisitos necesarios para ser considerada como pueblo), mientras que el concepto de multitud rehúsa de esa unidad conservando su naturaleza múltiple.

## Historia

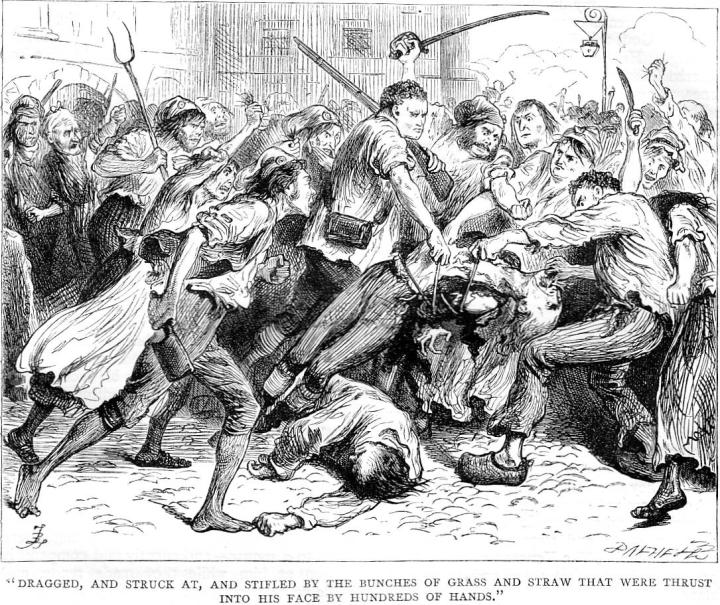
La turba atacando a Joseph Foullon de Doué en el Hotel de Ville (Ayuntamiento), París, Francia y posteriormente lo ahorcaron en la Place de Grève el 22 de julio de 1789.

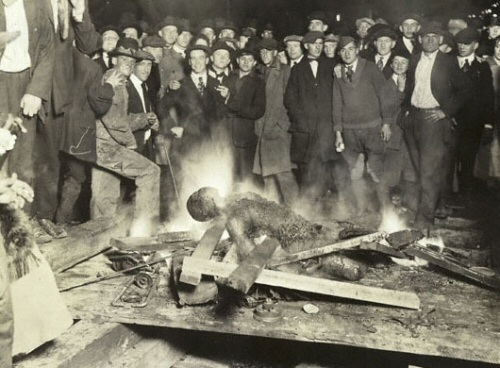
Afroamericanos linchados por una turba de blancos en Omaha, Nebraska, EE. UU. el 28 de septiembre de 1919, durante el «Verano Rojo».

### Origen
Polibio parece haber acuñado el término oclocracia en su obra del siglo II a. C. Historias (6.4.6). La utiliza para denominar la versión «patológica» del gobierno popular, en oposición a la versión buena, a la que se refiere como democracia. Hay numerosas menciones de la palabra «ochlos» en el Talmud, en el que «ochlos» se refiere a cualquier cosa, desde «turba», «populacho», a «guardia armada», así como en los escritos de Rashi, un comentarista judío de la Biblia. La palabra fue registrada por primera vez en inglés en 1584, derivada del francés ochlocratie (1568), que proviene del griego original okhlokratia, de okhlos («turba») y kratos («gobierno», «poder», «fuerza»).
Los pensadores políticos de la antigua Grecia  consideraban la oclocracia como una de las tres formas «malas» de gobierno (tiranía, oligarquía y oclocracia) en contraposición a las tres formas «buenas» de gobierno: monarquía, aristocracia y democracia. Distinguían lo «bueno» y lo «malo» en función de si la forma de gobierno actuaría en interés de toda la comunidad («buena») o en interés exclusivo de un grupo o individuo a costa de la justicia («mala»).
El predecesor de Polibio, Aristóteles, distinguía entre distintas formas de democracia, afirmando que las que prescindían del estado de derecho derivaban en oclocracia. El maestro de Aristóteles, Platón, consideraba que la democracia en sí era una forma degradada de gobierno y el término está ausente de su obra. 

### Devenir
A finales del siglo XVII y principios del XVIII, la vida inglesa era muy desordenada. Aunque el levantamiento de Duque de Monmouth de 1685 fue la última rebelión, apenas hubo un año en el que Londres o las ciudades de provincia no vieran a personas agraviadas estallar en disturbios. En el reinado de la reina Ana (1702-14) se generalizó el uso de la palabra «turba», de la que se había oído hablar poco antes. Sin fuerzas policiales, el orden público era escaso.  Varias décadas más tarde, los Gordon Riots anticatólicos arrasaron Londres y se cobraron cientos de vidas; en aquella época, una proclama pintada en la pared de la prisión de Newgate anunciaba que los reclusos habían sido liberados por la autoridad de «Su Majestad, el Rey Turba».
Los juicios a las brujas de Salem en la colonial Massachusetts durante la década de 1690, en los que la creencia unificada de la gente del pueblo se impuso a la lógica de la ley, también han sido citados por un ensayista como ejemplo de gobierno de la turba.
En 1837, Abraham Lincoln escribió sobre los linchamientos y «el creciente desprecio por la ley que invade el país - la creciente disposición a sustituir las pasiones salvajes y furiosas en lugar del sobrio juicio de los tribunales, y las turbas peores que salvajes por los ministros ejecutivos de la justicia. 
La violencia colectiva desempeñó un papel destacado en la historia temprana del movimiento Santos de los Últimos Días. Entre los ejemplos se incluyen la expulsiones de Misuri, la masacre de Haun's Mill, la muerte de Joseph Smith, la expulsión de Nauvoo, el asesinato de Joseph Standing, y la Masacre de Cane Creek.  En un discurso de 1857, Brigham Young pronunció un discurso exigiendo una acción militar contra los «mafiosos» o abanderados de la «turba».

## Opinión de Jean-Jacques Rousseau
En El contrato social, Jean-Jacques Rousseau define la oclocracia como la degeneración de la democracia: “Al distinguir, la democracia degenera en oclocracia”. El origen de esta degeneración es una desnaturalización de la “voluntad general”, que deja de existir tan pronto como comienza a encarnar los intereses de determinadas personas, de una parte de la población, y no de toda la población. En última instancia, puede ser una “voluntad de todos”, no de una “voluntad general”.

## Desarrollo material
Es común que dicha situación pueda estar promovida por la influencia de intereses. Ilustres pensadores como Aristóteles, Pericles, Giovanni Sartori, Juvenal, Shakespeare, Lope de Vega, Ortega y Gasset o Tocqueville han advertido de un permanente peligro para la democracia popular: el interés de los oclócratas que ejercen el poder para hacerla degenerar en oclocracia con el objetivo de mantener dicho poder de forma corrupta, buscando una ilusoria legitimidad en el sector más ignorante de la sociedad, hacia el cual vuelcan todos sus esfuerzos propagandísticos y manipuladores.
En el desarrollo de esta política, sólo se tiene en cuenta de una forma superficial y burda los reales intereses del país, dirigiéndose el objetivo de la conquista al mantenimiento de un poder personal o de grupo, mediante la acción demagógica «en sus múltiples formas» apelando a emociones irracionales mediante estrategias como la promoción de discriminaciones, fanatismos y sentimientos nacionalistas exacerbados, el fomento de los miedos e inquietudes irracionales, la creación de deseos injustificados o inalcanzables, etc., para ganar el apoyo popular, frecuentemente mediante el uso de la oratoria, la retórica y el control de la población. La apropiación de los medios de comunicación y de los medios de educación por parte de dichos sectores de poder son puntos clave para quien busca esta estructura de gobierno, a fin de utilizar la desinformación.
Así, se mantiene un dominio sobre masas en movimiento que hacen valer sus propias instancias inmediatas e incontroladas creando la ilusión de que se impone un legítimo poder político constituido sobre la voluntad popular. Sin embargo, tal y como asegura Rousseau en El contrato social falta la piedra angular, es decir, la voluntad general de unos ciudadanos conscientes de su situación y de sus necesidades, una voluntad formada y preparada para la toma de decisiones y para ejercer su poder de legitimación de forma plena. De esta forma, en la oclocracia la legitimidad que otorga el pueblo está corrupta, pasando el poder del campo de los políticos al campo de los demagogos.

## Filosofía política
En filosofía política, este concepto puede designar un límite que permite pensar en la democracia. Las cuestiones que le hacen referencia suelen centrarse en tres puntos clave[cita requerida]:
- ¿La democracia está absolutamente exenta del oclos, o bien el oclos es la manifestación extrema de una de las dimensiones, inevitable, de la democracia? Cuando huelgas o manifestaciones (movimientos legítimos del pueblo al no ser escuchados por la clase dirigente) hacen volver un gobierno democrático sobre una de sus decisiones, algunos acusan a la muchedumbre (oclos), otros ven allí un progreso democrático (demos). Según la postura, una negativa hacia una decisión parlamentaria puede ser tomada como una tiranía de la mayoría sobre el Parlamento, la victoria de la violencia, el gobierno del motín y el desprecio del sufragio universal (oclos) o puede ser tomada como que el pueblo se expresó sobre una ley con respecto a la cual no ha sido consultado, y manifiesta así su soberanía popular (demos). Es pues difícil de decidir objetivamente, para acontecimientos determinados, en qué dimensión nos encontramos.

- ¿Cómo preservar la democracia de la oclocracia? Un fortalecimiento del poder político, por ejemplo del gobierno, pone un cierto límite a la oclocracia; ¿Pero en qué medida no se aparta también de la democracia que el poder político pueda imponerse a cualquier decisión de la población? ¿Cuáles son los límites de este fortalecimiento de la autoridad? Podría considerarse un principio fundamental de la democracia tener un poder capaz de resistir a la muchedumbre; pero la cuestión es saber en qué límites esto es posible sin pasar a una forma de tiranía mediante una alienación de la soberanía popular y un desprecio del gobierno con respecto al pueblo.

- ¿Cómo se pasa de la democracia a la oclocracia? Según Rousseau, la democracia degenera en oclocracia cuando la voluntad general cede ante las voluntades particulares, por ejemplo por «artimañas de asociaciones parciales» (El contrato social, II, 3). Pero en la práctica, es a menudo difícil de determinar cuando se pasa de una voluntad a otra. Actualmente se pueden encontrar afirmaciones, la mayoría motivadas por hechos concretos, (p.ej. Los cuatro reyes de la baraja de Francisco Herrera Luque), de que algunos de los Estados democráticos existentes no son más que oclocracias tras espejismos de democracia.